# Vega (estrela)
Vega (α Lyr, α Lyrae, Alpha Lyrae), é a estrela mais brilhante da constelação de Lira e a quinta estrela mais brilhante do céu noturno. Ela está separada do nosso sistema solar por 25 anos-luz, o que a torna uma das estrelas mais próximas do nosso Sol. Vega forma com Altair e Deneb o chamado Triângulo de Verão. Vega foi provavelmente a primeira estrela a ser fotografada de forma bem sucedida. 
A magnitude aparente de Vega é usada como referência para as demais, sendo essa magnitude definida como zero.
Há 14.000 anos Vega era a estrela Polar, e será novamente dentro de 12.000 anos, desbancando a atual estrela Polaris da posição.

## Características

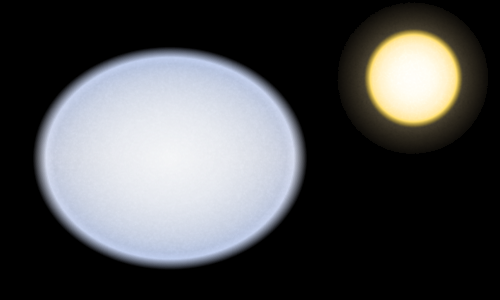
Comparação de tamanho de Vega (esquerda) com o Sol (direita)

Considerada uma estrela nova, com pouco mais de 455 milhões de anos desde sua formação, 1/10 do tempo do nosso Sol, tem 2,5 vezes a massa, 3 vezes o diâmetro e cinquenta vezes mais intensidade de brilho que nossa estrela. Astrônomos calcularam a temperatura da estrela em cerca de 10.000 Kelvin nas regiões polares e 7.600 Kelvin na linha equatorial.
Vega tem um anel de poeira e gases a sua volta, o que na época de sua descoberta, nos anos 80, imaginou-se ser um início de formação planetária, mas estudos mais recentes chegaram a conclusão de que mais provavelmente se trata de detritos de massas celestes, devido exatamente a idade relativamente jovem de Vega. Mesmo que ali existam planetas, é pouco provável que exista vida neles, devido ao pouco tempo de formação da estrela.

## Mitologia e ficção
A lenda japonesa da Tanabata conta que um jovem pastor e uma princesa se apaixonaram. A partir de então, a vida de ambos girava apenas em torno do belo romance, deixando de lado suas tarefas e obrigações diárias.
Indignado com a falta de responsabilidade do jovem casal, o pai da princesa decidiu separar os dois, obrigando-os a morar em lados opostos da Via-Láctea. A separação trouxe muito sofrimento e tristeza para a princesa. Sentindo o pesar de sua filha, o pai resolveu permitir que o jovem casal se encontrasse, porém somente uma vez por ano, no sétimo dia do sétimo mês do calendário lunar.
Este casal é representada por estrelas situadas em lados opostos da galáxia, que realmente só são vistas juntas uma vez por ano: Vega (a Princesa) e Altair (o pastor). Essa lenda originou-se na China, onde é conhecida como Qi Xi, com alterações em elementos secundários.
O famoso cientista e escritor Carl Sagan, ao escrever um de seus maiores sucessos literários, Contato - estrelado no cinema pela atriz Jodie Foster – coloca Vega como ponto de encontro de uma civilização infinitamente mais adiantada que a nossa.